# Oznaczenia emisji radiowych
Aktualne oznaczenia emisji radiowych według ITU obowiązują od 1 stycznia 1982 r.
Przyjęto oznaczenie za pomocą trzech znaków (do 1982 roku mogło być ono uzupełnione jeszcze dwoma symbolami).
W podstawowym oznaczeniu rodzaju emisji:
- pierwszy symbol oznacza rodzaj modulacji,
- drugi określa naturę sygnału modulującego falę nośną,
- trzeci – rodzaj przekazywanej informacji,

np.
- CW – fala ciągła z kluczowaną nośną: A1A
- AM – telefonia dwuwstęgowa z modulacją amplitudy: A3E
- SSB – telefonia jednowstęgowa z wytłumioną falą nośną: J3E
- FM – telefonia z modulacją częstotliwości: F3E

## Wyjaśnienie symboli

### I – rodzajmodulacji
- N –  nośna niemodulowana
- Amplitudowa:
  - A – dwie wstęgi boczne
  - H – jedna wstęga boczna, pełna fala nośna
  - R – jedna wstęga boczna, zredukowana lub regulowana fala nośna
  - J – jedna wstęga boczna, wytłumiona fala nośna
  - B – niezależne wstęgi boczne
  - C – szczątkowa wstęga boczna
- Kątowe:
  - F – modulacja częstotliwości
  - G – modulacja fazy
  - D – modulacja w amplitudzie i fazie (jednocześnie lub sekwencyjnie)
- Impulsowe:
  - P – niemodulowana sekwencja impulsów
  - K – sekwencja impulsów modulowanych w amplitudzie
  - L – sekwencja impulsów z modulacją szerokości (czasu)
  - M – sekwencja impulsów z modulacją położenia (fazy)
  - Q – sekwencja impulsów, w których fala nośna jest modulowana kątowo w czasie trwania impulsu
  - V – sekwencja impulsów będących kombinacją powyższych lub innych
  - W – przypadki nieujęte powyżej
  - X – inne przypadki nieujęte powyżej

### II – natura sygnału modulującego
- 0 – brak sygnału modulującego
- 1 – pojedynczy kanał modulujący, zawierający informację skwantowaną lub cyfrową, bez użycia podnośnej (bez TDM – multipleksowania z podziałem czasu)
- 2 – pojedynczy kanał modulujący, zawierający skwantowaną lub cyfrową informację z użyciem podnośnej (bez TDM)
- 3 – pojedynczy kanał modulujący, zawierający informację analogową
- 7 – dwa lub więcej kanałów modulujących, zawierających informację skwantowaną lub cyfrową
- 8 – dwa lub więcej kanałów modulujących, zawierających informację analogową
- 9 – sygnał złożony z jednego lub więcej kanałów zawierających informację skwantowaną lub cyfrową oraz jednego lub więcej kanałów zawierających informację analogową
- X – przypadki nieujęte powyżej

### III – rodzaj nadawanej informacji
- N – brak nadawanej informacji
- A – telegrafia dla odbioru słuchowego
- B – telegrafia dla odbioru automatycznego
- C – Faksymile
- D – transmisja danych, telemetria, zdalne sterowania
- E – telefonia (i radiofonia)
- F – telewizja (sygnał wizji)
- W – kombinacja powyższych
- X – przypadki nieujęte powyżej